# Sommer-Paralympics 2016/Teilnehmer (Algerien)
| stlisierte Goldmedaille | stlisierte Silbermedaille | stlisierte Bronzemedaille |
| ----------------------- | ------------------------- | ------------------------- |
| 4                       | 5                         | 7                         |

Algerien entsandte 26 Athletinnen und 34 Athleten zu den Paralympischen Sommerspielen 2016 in Rio de Janeiro. Fahnenträger für Algerien war der Leichtathlet Madjid Djemai.

## Medaillen

### Medaillenspiegel
| Rang   | Sportart       | Gold | Silber | Bronze | Gesamt |
| ------ | -------------- | ---- | ------ | ------ | ------ |
| 1      | Leichtathletik | 4    | 5      | 6      | 15     |
| 2      | Judo           | 0    | 0      | 1      | 1      |
| Gesamt | Gesamt         | 4    | 5      | 7      | 16     |

## Teilnehmer nach Sportart

### Goalball
| Wettbewerb    | Männer                                                                                                | Frauen                                                                          |
| ------------- | --- | ------------------------------------------------------------------------------- |
| Athleten      | Samir Belhouchat Ishak Boutaleb Imad Eddine Godmane Abdelhalim Larbi Mohamed Mokrane Djilali Chenaoui | Bakhta Benallou Yamina Belarbi Nawel Belhamiti Saida Bourouba Cherifa Bouchikhi |
| Gruppenphase  | Deutschland (0:10) Schweden (6:12) Brasilien (2:12) Kanada (17:13)                                    | Japan (1:7) Brasilien (0:10) Israel w.o.(0:10) Vereinigte Staaten w.o. (0:10)   |
| Viertelfinale | ausgeschieden                                                                                         | ausgeschieden                                                                   |
| Rang          | 9 | 9                                                                               |

### Judo
| Athleten           | Wettbewerb       | 1. Runde           | 1. Runde | 1. Hoffnungsrunde | 1. Hoffnungsrunde | Viertelfinale | Viertelfinale | 2. Hoffnungsrunde | 2. Hoffnungsrunde | Halbfinale    | Halbfinale    | Kampf um Gold/Bronze | Kampf um Gold/Bronze | Rang |
| Athleten           | Wettbewerb       | Gegner             | Erg.     | Gegner            | Erg.              | Gegner        | Erg.          | Gegner            | Erg.              | Gegner        | Erg.          | Gegner               | Erg.                 | Rang |
| ------------------ | ---------------- | ------------------ | -------- | ----------------- | ----------------- | ------------- | ------------- | ----------------- | ----------------- | ------------- | ------------- | -------------------- | -------------------- | ---- |
| Männer             |                  |                    |          |                   |                   |               |               |                   |                   |               |               |                      |                      |      |
| Mouloud Noura      | Klasse bis 60 kg | Lee M.-j.          | 0:010    | F. Bologa         | 03:03             | ausgeschieden | ausgeschieden | ausgeschieden     | ausgeschieden     | ausgeschieden | ausgeschieden | ausgeschieden        | ausgeschieden        | 9    |
| Mehdi Meskine      | Klasse bis 73 kg | A. Gavilan Lorenzo | 0:02     | —                 | —                 | F. Sayidov    | 0:110         | A. Kitazono       | 0:100             | —             | —             | ausgeschieden        | ausgeschieden        | 7    |
| Frauen             |                  |                    |          |                   |                   |               |               |                   |                   |               |               |                      |                      |      |
| Cherine Abdellaoui | Klasse bis 52 kg | —                  | —        | —                 | —                 | P. Gagne      | 0:01          | —                 | —                 | S. Martinet   | 0:100         | M. Ferreira          | 001:0                |      |

### Leichtathletik
Laufen
| Athleten                             | Wettbewerb | Vorlauf | Vorlauf | Halbfinale | Halbfinale | Finale        | Finale        | Rang |
| Athleten                             | Wettbewerb | Zeit    | Rang    | Zeit       | Rang       | Zeit          | Rang          | Rang |
| ------------------------------------ | ---------- | ------- | ------- | ---------- | ---------- | ------------- | ------------- | ---- |
| Männer                               |            |         |         |            |            |               |               |      |
| Sofiane Hamdi                        | 100 m T37  | 12,08 s | 5       | —          | —          | ausgeschieden | ausgeschieden | 10   |
| Mohamed Berrahal                     | 100 m T51  | —       | —       | —          | —          | 21,70 s       | 2             |      |
| Mohamed Fouad Hamoumou               | 400 m T13  | 49,06 s | 1       | —          | —          | 48,04 s       | 3             |      |
| Abdellatif Baka                      | 400 m T13  | 50,15 s | 2       | —          | —          | DNS           | DNS           | 8    |
| Fouad Baka                           | 400 m T13  | 49,04 s | 3       | —          | —          | 49,09 s       | 4             | 4    |
| Sid Ali Bouzourine                   | 400 m T36  | —       | —       | —          | —          | 1:00,22 min   | 7             | 7    |
| Sofiane Hamdi                        | 400 m T37  | 54,28 s | 3       | —          | —          | 53,01 s       | 3             |      |
| Mohamed Berrahal                     | 400 m T51  | —       | —       | —          | —          | 1:24,06 min   | 4             | 4    |
| Sid Ali Bouzourine                   | 800 m T36  | —       | —       | —          | —          | 2:15,03 min   | 4             | 4    |
| Abdellatif Baka                      | 1500 m T13 | —       | —       | —          | —          | 3:48,29 min   | 1             |      |
| Fouad Baka                           | 1500 m T13 | —       | —       | —          | —          | 3:49,84 min   | 4             | 4    |
| Madjid Djemai                        | 1500 m T37 | —       | —       | —          | —          | 4:17,28 min   | 3             |      |
| Samir Nouioua                        | 1500 m T46 | —       | —       | —          | —          | 3:59,46 min   | 1             |      |
| Frauen                               |            |         |         |            |            |               |               |      |
| Lynda Hamri Guide: Morsli Bouderbala | 100 m T12  | 13,52 s | 2       | 13,80 s    | 4          | ausgeschieden | ausgeschieden | 8    |

Springen und Werfen
| Athleten              | Wettbewerb       | Finale      | Finale      | Rang |
| Athleten              | Wettbewerb       | Weite       | Rang        | Rang |
| --------------------- | ---------------- | ----------- | ----------- | ---- |
| Männer                |                  |             |             |      |
| Firas Bentria         | Weitsprung T11   | 5,59 m      | 9           | 9    |
| Lahouari Bahlaz       | Keulenwerfen F32 | DNS         | DNS         | DNS  |
| Mounir Bakiri         | Keulenwerfen F32 | DNS         | DNS         | DNS  |
| Abderrahim Missouni   | Keulenwerfen F32 | DNS         | DNS         | DNS  |
| Lahouari Bahlaz       | Kugelstoßen F32  | 9,40 m      | 2           |      |
| Abderrahim Missouni   | Kugelstoßen F32  | 8,17 m      | 6           | 6    |
| Karim Betina          | Kugelstoßen F32  | 7,27 m      | 9           | 9    |
| Kamel Kardjena        | Kugelstoßen F33  | 10,94 m     | 2           |      |
| Frauen                |                  |             |             |      |
| Lynda Hamri           | Weitsprung T12   | 5,53 m      | 3           |      |
| Nassima Saifi         | Diskuswerfen F57 | 33,33 m     | 1           |      |
| Safia Djelal          | Diskuswerfen F57 | 27,34 m     | 4           | 4    |
| Mounia Gasmi          | Keulenwerfen F32 | 25,41 m     | 2           |      |
| Mounia Gasmi          | Kugelstoßen F32  | 3,99 m      | 4           | 4    |
| Asmahan Boudjadar     | Kugelstoßen F33  | 5,72 m      | 1           |      |
| Nassima Saifi         | Kugelstoßen F57  | 10,77 m     | 2           |      |
| Nadia Medjmedj        | Kugelstoßen F57  | 9,92 m      | 3           |      |
| Safia Djelal          | Kugelstoßen F57  | keine Weite | keine Weite | NM   |
| Louadjeda Benoumessad | Speerwerfen F34  | 16,96 m     | 5           | 5    |
| Nadia Medjmedj        | Speerwerfen F56  | 20,24 m     | 3           |      |

### Powerlifting (Bankdrücken)
| Athleten        | Wettbewerb | Ergebnis | Rang |
| --------------- | ---------- | -------- | ---- |
| Männer          |            |          |      |
| Hocine Bettir   | bis 59 kg  | NVL      | NVL  |
| Frauen          |            |          |      |
| Samira Guerioua | bis 45 kg  | 85 kg    | 6    |

### Rollstuhlbasketball
| Wettbewerb        | Männer | Frauen |
| ----------------- | --- | --- |
| Athleten          | Faical Cheraitia Ayoub Badrane Mostefa Abassi Nabil Guedoun Rafik Mansouri Nouri Ksouri Abderraouf Abbad Bilel Ayache Mohamed Reda Bentrat Abdelkarim Megueddem Djamal Hamache | Djamila Khemgani Samiha Abdelali Nourhane Boublal Naoual Khedir Nebia Mehimda Yamina Ghoul Kheira Zairi Halima Kedjoun Dahbia Semati Zohra Sellami Menouba Foulani Houria Moussa |
| Gruppenphase      | Vereinigtes Königreich (31:93) Brasilien (43:82) Deutschland (41:97) Vereinigte Staaten (24:92) Iran (48:72)                                                                   | Volksrepublik China (16:88) Niederlande (29:107) Frankreich (33:72) Vereinigte Staaten (15:65)                                                                                   |
| Spiel um Platz 11 | Kanada (51:70) | — |
| Spiel um Platz 9  | — | Argentinien (38:53) |
| Rang              | 12 | 10 |